# اوه ها نی
اوه ها نی (کره‌ای: 오하늬؛ زادهٔ ۲۶ مارس ۱۹۹۰) بازیگر اهل کره جنوبی است.  او به خاطر ایفای نقش در مجموعه‌های تلویزیونی خداحافظ به خداحافظی، اغواگر بزرگ، به آرامی ذوبم کن و بار مرموز سانگاب شناخته می‌شود.